# Die alte Bettelfrau

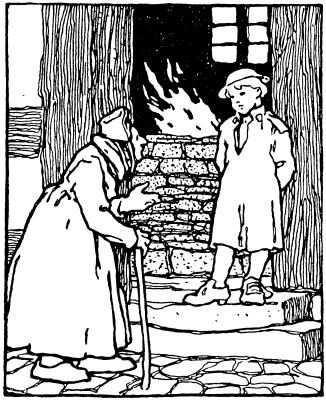
Illustration von Otto Ubbelohde, 1909

Die alte Bettelfrau ist eine kurze Erzählung. Sie steht in den Kinder- und Hausmärchen der Brüder Grimm an Stelle 150 (KHM 150) und stammt aus Johann Heinrich Jung-Stillings Autobiographie Heinrich Stillings Jünglingsjahre (1778).

## Inhalt
Eine alte Bettlerin kommt zu einem Jungen, der sie hereinbittet. Sie kommt zu nah ans Feuer, und ihre Lumpen fangen an zu brennen.
Der Erzähler schließt mit den Sätzen: „Der Junge stand und sah das, er hätt's doch löschen sollen? Nicht wahr, er hätte löschen sollen? Und wenn er kein Wasser gehabt hätte, dann hätte er alles Wasser in seinem Leibe zu den Augen herausweinen sollen, das hätte so zwei hübsche Bächlein gegeben zu löschen.“

## Herkunft
Jung-Stilling, der in seiner Autobiographie Henrich heißt, bekommt die Geschichte von Anna erzählt, der Tochter seiner Gastwirtin. Dabei macht sie den Gang der alten Frau nach und vergleicht Henrich mit dem Jungen. Sie spielt damit auf ihre Liebe zu ihm an, die Henrich nicht bemerkte und sie damit kränkte.
Die Brüder Grimm übernahmen die Erzählung phrasenweise wörtlich, nur unter Weglassung der Rahmenhandlung in ihre Kinder- und Hausmärchen ab dem zweiten Teil der 1. Auflage 1815. Ihre Anmerkung bezeichnet das Stück als verworren. Sie vermuten, dass sich das Bettelweib durch einen Fluch rächt, wie in anderen Sagen. Sie verweisen noch auf Das Bettelweib von Locarno von Heinrich von Kleist und den germanischen Gott Odin, der als Grimnir zu zwei Jünglingen in die Königshalle kommt. Einer bringt ihm zu trinken, aber der andere hatte ihn zwischen den Flammen sitzen lassen. „Zu spät merkt dieser des Pilgers Göttlichkeit, will ihn aus der Flamme ziehen, fällt aber in sein eigenes Schwert.“
Der Erzählforscher Hans-Jörg Uther bemerkt, dass der mythologische Vergleich zu weit hergeholt ist und eher etwas über Jacob Grimms Arbeitsweise verrät. Sein Bruder ließ dessen Herleitungen in späteren Neufassungen des Anmerkungsbandes unverändert. Der Erzähler demonstriert mit der Episode seine Spaltung zwischen Zuneigung und Zurückhaltung, die zu Passivität und Schuld führt. Ebenfalls von Jung-Stilling stammen Grimms Märchen Nr. 69 Jorinde und Joringel (aus Heinrich Stillings Jugend) und Nr. 78 Der alte Großvater und der Enkel (aus Heinrich Stillings Jünglingsjahre).